# Gohimont
Gohimont est un village de la commune et ville belge de Malmedy située en Région wallonne dans la province de Liège.
Avant la fusion des communes de 1977, Gohimont faisait partie de la commune de Bévercé.